# ORP Burza
L'ORP Burza (Tempesta in polacco) è stato un insieme al gemello ORP Wicher, un cacciatorpediniere della Marina polacca del tipo da 1.500 tonnellate costruito nei cantieri francesi di Blainville-sur-Orne ed entrato in servizio il 10 agosto 1932.

## Progetto
I cacciatorpediniere Burza e Wicher  furono le prime grandi e moderne navi della Marina polacca. Il progetto si basava su quello unità della classe Bourrasque della Marine nationale francese, ampiamente migliorato però secondo le esigenze della parte polacca con delle differenze nella parte poppiera, in quanto le unità polacche, a differenza delle unità unità francesi erano attrezzate anche come posamine con due ferroguide, nella parte poppiera, per il rilascio di  mine di profondità antisommerbibile.  Burza e Wicher furono ordinate il 2 aprile 1926 ai Chantiers Navals Français, con il termine di 27 mesi per il primo cacciatorpediniere e di 39 mesi per il secondo. Il primo cacciatorpediniere, il Wicher, venne consegnato dopo 52 mesi e il secondo, il Burza, dopo 68 mesi. Nonostante molti miglioramenti al design originale, presentavano ancora una serie di difetti. La modifica più significativa apportata prima della guerra fu la rimozione dell'albero maestro. I nomi delle navi richiamavano fenomeni atmosferici come nella serie originale francese. Era prevista una loro modernizzazione all'inizio degli anni quaranta per standardizzare l'artiglieria, migliorare la difesa antiaerea e standardizzare le sagome con i cacciatorpediniere classe Grom.

## Storia
Nel 1933 l'ORP Burza partecipò alle operazioni di soccorso dopo l'affondamento del sottomarino francese Prometheus (Q153).
Il 30 agosto 1939 ricevette l'ordine per dirigersi nel Regno Unito dove giunse la notte del 1 settembre. Nell'aprile e nel maggio 1940 partecipò alla campagna di Norvegia e alla campagna di Francia.
Dopo la resa della Francia prese parte, alla missione navale polacca a Gibilterra, trasportando in Scozia i soldati polacchi sfuggiti alla cattura o sfuggiti dalla prigionia dai tedeschi  che desideravano unirsi al ricostituito esercito polacco in Gran Bretagna, svolgendo inoltre diverse missioni di scorta di convogli.
Il 22 febbraio 1943 nel corso di una missione di scorta a un convoglio in Atlantico, affondò l'U-boat U-606 della Kriegsmarine.
Nell'aprile 1944 l'unità venne trasformata in nave scuola e nave appoggio sottomarini.
Il 26 settembre 1946 la bandiera polacca venne ammainata e la nave trasferita alla Gran Bretagna rimanebdo inutilizzata nel periodo dal 1947 al 1951 ad Harwich.
A metà luglio del 1951 trainata dal rimorchiatore polacco Swarozyc fece ritorno in Polonia nel porto di Gdynia e sottoposta a lavori di ammodernamento che durarono fino al giugno 1954 che videro il cambio del suo armamento (4 x 100 mm, 8 x 37 mm)) e della sagoma della nave. Il 3 aprile 1955 la nave fece il suo rientro in servizio nella Marina polacca come nave da difesa antiaerea. Nel settembre 1955 Burza e Blyskawica visitarono Portsmouth. Nel luglio 1956 la nave visitò Baltijsk, rientrando in cantiere nell'ottobre 1959 per i lavori di ristrutturazione, che si conclusero a dicembre dello stesso anno. Ritirata dal servizio il 24 febbraio 1960, dal 31 maggio dello stesso anno venne trasformata in nave museo a Gdynia. Il 31 dicembre 1976 la nave venne definitivamente radiata e avviata alla demolizione, avvenuta nel settembre 1977. Durante gli anni di servizio come nave museo, la nave è stata visitata da oltre 2 milioni di persone.

### Comandanti fino al 1946
| Periodo                              | Comandante                                             |
| ------------------------------------ | ------------------------------------------------------ |
| 10 agosto 1932 – 14 settembre 1933   | komandor podporucznik Bolesław Sokołowski              |
| 14 settembre 1933 – 31 dicembre 1935 | komandor podporucznik M. Majewski                      |
| 31 dicembre 1935 – 31 dicembre 1937  | komandor podporucznik Włodzimierz Kodrębski            |
| 31 dicembre 1937 – 16 febbraio 1940  | komandor podporucznik Stanisław Nahorski               |
| 16 febbraio 1940 – 29 luglio 1940    | komandor podporucznik Wojciech Francki                 |
| 29 luglio 1940 – 30 novembre 1940    | komandor podporucznik Antoni Doroszkowski              |
| 30 novembre 1940 – 22 gennaio 1941   | kapitan marynarki Jan Tchórznicki (temporaneo)         |
| 22 gennaio 1941 – 14 marzo 1942      | komandor podporucznik Zbigniew Wojciechowski           |
| 6 agosto 1942 – 26 giugno 1944       | kapitan marynarki Franciszek Pitułko                   |
| 1944                                 | porucznik marynarki Stanisław Kinka (temporaneo)       |
| 1944                                 | porucznik marynarki Przemysław Wesołowski (temporaneo) |
| 21 agosto 1944 – 15 novembre 1944    | komandor podporucznik Wacław Trzebiński                |
| 15 novembre 1944 – giugno 1945       | kapitan marynarki K. Sawicz-Korsak                     |